# Ibas von Edessa
Ibas von Edessa († 28. Oktober 457, aramäisch Jehiba oder kurz Hiba, latinisiert Iban, lateinisch Donatus, „die Gabe“) war von 435 bis 457 mit Unterbrechungen Bischof von Edessa (heute Şanlıurfa) und Leiter der Schule von Edessa.

## Leben
Er nahm 431 als Presbyter am Konzil von Ephesos teil, wo er durch Kyrill von Alexandrias autoritäres Auftreten abgestoßen wurde.
Bischof Rabbulas sah seine Schriften als häretisch an, die Gemeinde unterstützte ihn jedoch weitgehend. Noch 433 wegen theologischer Differenzen aus Edessa ausgewiesen, wurde er 435/36 als Nachfolger von Rabbulas zum Bischof von Edessa gewählt. Mit seiner Unterstützung wurde in Edessa die Kirche der Apostel errichtet, die in einem silbernen Kästchen die Reliquien des Apostels Thomas enthielt, der angeblich in Edessa bestattet worden war, nachdem er den Parthern gepredigt hatte.
Ibas war ein Anhänger der Lehren von Theodor von Mopsuestia und wurde mehrfach beschuldigt, der nestorianischen Häresie anzuhängen. Als Proklus, der Patriarch von Konstantinopel, 437 alle Bischöfe des Ostens aufforderte, sich von den Ansichten Theodors von Mopsuestia zu distanzieren, weigerte sich Ibas, obwohl ihn Johannes von Antiochia dringend zuriet.
Auch in Edessa regte sich Widerstand gegen seine Lehren. Angestiftet von Uranios, dem Bischof von Himeria, schlossen sich vier Presbyter, Eulogius, Maras, Samuel, und Kyros zusammen und klagten Ibas bei Domnus, dem Bischof von Antiochia, in Hierapolis der Häresie an. Sie legten eine Schrift vor, die von 17 Geistlichen aus Urfa unterzeichnet war. Als Ibas davon hörte, exkommunizierte er Kyros und Eulogius und drohte dies auch allen ihren Gefolgsleuten an. Ibas scheint sich seiner Stellung bei Domnus aber nicht ganz sicher gewesen zu sein, er nahm an der Synode von Antiochia gegen Athanasius von Perrha nicht teil.
Ostern 448 erhoben Maras und Samuel jedoch formell Anklage, und Iban wurde nach Antiochia vor das Konzil des Ostens geladen, um sich zu rechtfertigen. Die Anklagen waren teilweise persönlicher Natur. In Glaubensdingen wurde ihm vorgehalten, er habe die Lehren von Kyrill von Alexandria verdammt, sei ein Nestorianer und habe Ostern 445 verkündet, er neide es Christus nicht, Gott geworden zu sein, da er auch Gott werden könne. Ibas bekannte sich zu seiner Gegnerschaft zu Kyrill, aber wies die anderen Anklagepunkte als Verleumdung zurück. Da sich Kyros und Eulogius unterdessen nach Konstantinopel begeben hatten, um ihre Anschuldigungen dem Kaiser persönlich vorzulegen, weigerte sich Domnus, in der Abwesenheit dieser Zeugen ein Urteil abzugeben, wohl auch, weil die Synode insgesamt sehr schlecht besucht war.
Daraufhin eilten auch Maras und Samuel in die Hauptstadt, wo sich bald auch Bischof Uranias und weitere Geistliche aus Edessa einfanden. Der Kaiser und Patriarch Flavian hörten sich die Beschwerden zwar an, nahmen sie aber nicht offiziell zur Kenntnis. Doch bestand in Konstantinopel unter Führung von Theodoret eine Partei, die den Lehren von Theodor von Mopsuestia und damit auch Iban feindlich gegenüberstand. Im Herbst 448 wurde eine Kommission eingesetzt, die aus Uranios von Himeria sowie Photios von Tyros und Eustathios von Beirut, beides enge Freunde von Uranios und dem kaiserlichen Tribun Damaskios bestand, die die Vorwürfe untersuchten sollte. Es widersprach jedoch dem Kirchenrecht, auf kaiserlichen Befehl einen Bischof dem Urteil anderer Bischöfe zu unterwerfen. Das Tribunal sollte in Tyros stattfinden, wurde jedoch in den Bischofspalast von Beirut verlegt, da man Unruhen befürchtete.
Ibas konnte schriftliche Zeugenaussagen vorlegen, die seine Unschuld bestätigten, während die Anklage nur drei Zeugen aufbieten konnte. Das Verfahren wurde daraufhin niedergeschlagen. Ibas verdammte öffentlich den Nestorianismus und bekräftigte seine Übereinstimmung mit den Beschlüssen der Konzile von Ephesus und Nicäa, die vom Heiligen Geist inspiriert seien und versprach, die Vergangenheit ruhen zu lassen. Lediglich Uranios weigerte sich, eine entsprechende Übereinkunft zu unterzeichnen.
Seine Gegner hatten jedoch inzwischen in Edessa agitiert, Ibas musste kurz nach seiner Rückkehr aus der Stadt fliehen und Truppen zu seinem Schutz anfordern. Indessen hatte der Chaereas, der Gouverneur der Provinz Osrhoene, Order erhalten, Ibas zu verhaften und erneut unter Anklage zu stellen. Auf den Straßen von Edessa hatten sich Äbte und Mönche zusammengerottet, die forderten, ihren Bischof als „Judas und zweiten Pharao“ zu verdammen und zu verbrennen. Das Verfahren fand in Anwesenheit von Ibas statt und war von heftigen Unruhen begleitet. Chaereas erklärte Ibas für schuldig, der Kaiser setzte Nonnus als Bischof an seiner Stelle ein. Ibas wurde es verboten, Edessa zu betreten, schließlich wurde er verhaftet und in Antiochia gefangen genommen.
Im August 449 wurde er auf der Synode von Ephesus (der Räubersynode) in Abwesenheit schuldig gesprochen und abgesetzt. Tumultuarische Szenen begleiteten die Verlesung der Anklagen. Ibas wurde als Bischof und Priester abgesetzt, unter das Anathema gestellt und verurteilt, das von ihm angeblich unterschlagene Geld zurückzuzahlen.
451 wurde es den abgesetzten Bischöfen erlaubt, in ihre Sitze zurückzukehren. Auf dem vierten ökumenischen Konzil von Chalcedon erschien Ibas im Oktober vor der Versammlung und verlangte, auf Grund der Beschlüsse von Beirut, die verlesen wurden, die Rücknahme des gegen ihn ergangenen Urteils, was die Versammlung schließlich einstimmig beschloss. Ibas musste Nestor und Eutyches öffentlich verdammen, einem Befehl, dem er gerne folgte, da er dies bereits in seinen Schriften getan hatte.
Über seine späteren Jahre ist wenig bekannt. Nonnus, der ihn 449 ersetzt hatte, wurde nach seinem Tode 457 sein Nachfolger. Ibas gilt als Gründer der Schule von Edessa, die auch viele Schüler aus dem Sasanidenreich anlockte. Sein Nachfolger Nonnus versuchte, sie zu unterdrücken, und sie wurde schließlich 489 durch Kaiser Zenon verboten.

## Doxologie
Ibas lehnte alle monophysitischen Lehren scharf ab. Er hielt, im Gegensatz zu Nestor, Maria für die Gottesgebärerin. Kyrill von Alexandria griff er als Apolloniarier an, weil dieser an die Identität der menschlichen und göttlichen Natur Christi glaube, während die rechtgläubige Doktrin von einer perfekten Vereinigung dieser beiden Naturen in der Person Christi ausgehe.
Auf dem zweiten Konzil von Konstantinopel 553 unter Justinian I. wurde Ibas’ Brief an Mares im Zuge des Dreikapitelstreites verdammt, ebenso wie die Werke von Theodor von Mopsuestia und Theodoret von Kyrrhos.

## Werke
- Brief des Ibas an den persischen Bischof Mares (Dadishô) von Seleukia (oder Beit-Ardashir), 433

## Übersetzungen
- Aristoteles
- Theodor von Mopsuestia
- Diodorus von Tarsus
- Theodoret von Kyrrhos
- Nestor